# チャールズ・ジョウ
チャールズ・ジョウ（英語：Charles Djou、中国語：周 永康、拼音：Zhōu Yǒngkāng、1970年8月9日 - ）は、アメリカ合衆国・ロサンゼルス出身の政治家、共和党員。
アメリカ合衆国下院議員（通算1期）。2021年現在、共和党のアメリカ下院議員はジョウ以来選出されていない。

## 経歴・人物
1970年8月9日、ジョウはカリフォルニア州ロサンゼルスで生まれた。父は上海出身の中国人で、母はバンコク出身のタイ系中国人であった。ジョウが3歳の頃、父の転勤でハワイに移り住んだ。プナホウ・スクール卒業後、ペンシルバニア大学ウォートンスクールで政治学の学士号と経済学の理学士号を取得し、優秀な成績で卒業した。南カリフォルニア大学のUSCグールド・ロー・スクールで法務博士を取得した。
また、米国陸軍予備役中佐を務めている。また、ハワイ大学の法学部の非常勤教授、ハワイ・パシフィック大学の政治学の非常勤教授として教鞭をとっている。

## ハワイ州下院議員

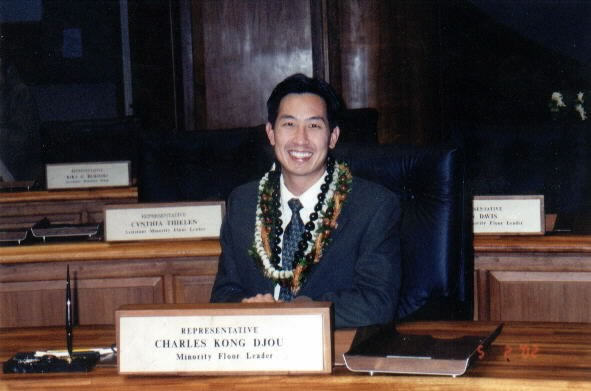
チャールズ・ジョウ州下院院内総務(2002年)

1998年、ジョウはハワイ州下院議員第47地区の共和党員として立候補した。予備選挙で反対されなかったが、総選挙でアイリス・イケダ・カタラーニに190票差で敗れた。
2000年、ハワイ州下院第47地区の議席に立候補し、現職のカタラーニと再び議席を争った。カタラーニは、美化団体「アウトドアサークル」に対して選挙広告でビルボード(屋外看板広告)を使わないという誓約書を提出していた。しかし、カタラーニは誓約書を破り、ビルボードを使用したたため、ジョウはカタラーニを批判した。 ジョウは52.5%の票を確保し、カタラーニを破った。州下院議員として、ジョウは2000年から2002年までハワイ下院で1期務め、少数党院内総務を務めた。
警察官の代わりに自動カメラを使用してスピーダーを捕まえるために2002年に開始された州の「バンカム」プログラムに反対し、その排除運動を成功させた。

## ホノルル市議会議員
2002年、ジョウはホノルル市議会に出馬することを発表した。また、同じ共和党のスタン・コキとの対決を避けるために、カネオヘ（市議会第3区）からイースト・ホノルル（市議会第4区）に移った。 ジョウはロバート・フィッシュマン（元市の常務理事で知事の首席補佐官）を破り当選を果たした。以後、2010年の下院議員選挙に出馬するために辞任するまで、市議を務めた。

## アメリカ下院議員
2008年3月、ジョウは2010年の下院議員選挙にハワイ州第1選挙区から出馬することを表明した。 2010年2月28日、現職のニール・アバークロンビーがハワイ州知事選に出馬するために辞任したことで、議席が空席となった。アバクロンビーの辞任により、2010年5月22日に特別選挙が行われ、ジョウは立候補した。ジョウは、選挙にあたって元マサチューセッツ州知事で大統領候補のミット・ロムニーの推薦を受けた。2011年夏、ジョウはロムニーを大統領候補として推薦した。パット・サイキ元連邦下院議員がジョウの選挙対策委員長を務めた。民主党が候補を一本化できなかったこともあり、ジョウは39.4%の票を得て当選を果たし、半年ほどの任期を務めることになった。
ジョウは再選を目指し、2010年選挙に出馬したが、民主党のコリーン・ハナブサ州上院議長に53％対47％で敗れた。2010年の総選挙で共和党の現職議員が敗れたのは、ルイジアナ州のジョセフ・キャオとジョウだけであった。
その後、2012年、2014年と連続して、第1選挙区から下院議員選挙に出馬するも、いずれも民主党候補に届かず、落選した。

## その後
その後、2016年にホノルル市長選に出馬し、民主党のベン・カエタノ前知事らから党派を超えた支持を集めたが、現職のカーク・コールドウェルに敗れた。
2018年3月、ドナルド・トランプ大統領の政策や個人的な性格への懸念を理由に共和党を離党した。2020年の大統領選挙では、ジョウは他の26人の元共和党議員とともに、民主党のジョー・バイデンへの支持を表明した。